# Гриша Вагенщайн
Вижте пояснителната страница за други личности с името Вагенщайн.
Гриша Емил Вагенщайн е български кинооператор и продуцент.

## Биография
Роден е в София, НРБ на 13 май 1955 година. Баща му е известният оператор Емил Вагенщайн. Вагенщайн завършва ВИТИЗ „Кръстьо Сарафов“ със специалност „операторско майсторство“ през 1980 година.
Умира през 2010 година в София, Република България.

## Филмография
- 13-та годеница на принца
- В името на народа
- Зона В-2